# 3462 Zhouguangzhao
A 3462 Zhouguangzhao (ideiglenes jelöléssel 1981 UA10) a Naprendszer kisbolygóövében található aszteroida. A Bíbor-hegyi Obszervatórium fedezte fel 1981. október 24-én.